# Säll är den som sina händer
Säll är den som sina händer är en gammal psalm i elva verser av Gustaf Ållon från 1694 med titelrad "Vad kan dock min själ förnöja". Efter Jan Arvid Hellströms bearbetning 1979 publicerades den med två verser och ny titelrad,vilka är samma som är vers 9 och 11 av "Vad kan dock min själ förnöja". Denna bearbetning med två verser förekommer också i "Sions Toner" och "Lova Herren". Så den måste ha varit gjord innan 1979.
Psalmens inledningsord 1695 lyder:
Hwad kan doch min siäl förnöija
Widh wår tijds eländighet?
Och i nya versionen med vers 9 och 11:
Säll är den som sina händer
I Guds händer sluter in
Melodin är av svenskt ursprung från 1697,  Enligt 1697 års koralbok används psalmens melodi också till psalmerna O du bittra sorgekälla (1695 nr 259) och Solen går nu åter neder (1695 nr 378).

## Publicerad i
- 1695 års psalmbok som nr 268 med titelrad "Vad kan dock min själ förnöja", under rubriken "Om Tolamod och Förnöijelse i Gudi".
- 1819 års psalmbok som nr 257 med titelrad "Vad kan dock min själ förnöja", under rubriken "Kristligt sinne och förhållande - I allmänhet: Förhållandet till Gud: Glädje i Gud och förnöjsamhet med hans behag under alla skiften".
- Svensk söndagsskolsångbok 1908 som nr 199 under rubriken "Guds barns trygghet".
- Sionstoner 1935 som nr 792 med titelrad "Säll är den som sina händer" under rubriken "Avslutning och avsked".
- 1937 års psalmbok som nr 400 med titelrad "Vad kan dock min själ förnöja", under rubriken "Trons bevisning i levnaden".
- Psalmer för bruk vid krigsmakten 1961 som nr 400 vers 10.
- Den svenska psalmboken 1986 som nr 244 under rubriken "Förtröstan - trygghet".
- Lova Herren 1988 som nr 709 under rubriken "Det kristna hoppet inför döden".
- Svensk psalmbok för den evangelisk-lutherska kyrkan i Finland (1986) som nr. 381 under rubriken "Tro och trygghet"